# Hartmut Westphal

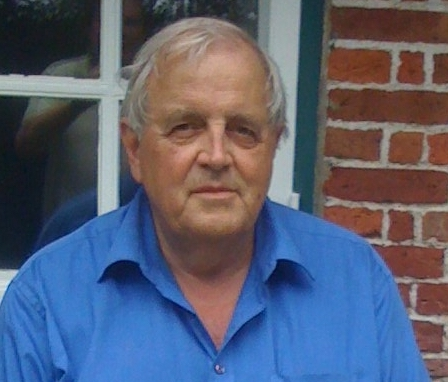
Hartmut Westphal

Hartmut Westphal (* 1939 in Berlin) ist ein deutscher Komponist, Musikbearbeiter, Arrangeur und Musikwissenschaftler.

## Leben und Wirken
Westphal studierte an der Hochschule für Musik und Darstellende Kunst Berlin Komposition und Dirigieren sowie Musikwissenschaften und Philosophie an der Freien Universität Berlin. Er ist seit 1973 als Komponist, Musikbearbeiter, Arrangeur und Musikwissenschaftler freiberuflich tätig.
Das Spektrum seiner Tätigkeit umfasst im Bereich der E-Musik die Kammermusik und die experimentelle live-elektronische Musik (1970–1978 war er Mitglied des No Set-Ensembles) sowie intermediale Projekte, Kompositionen und Bearbeitungen für großes Orchester.
Im Bereich der U-Musik schreibt er Kompositionen und Bearbeitungen für Rundfunkorchester für Spiel- und Fernsehfilme, Musicals und Revuen (z. B. für das Theater des Westens Berlin, Friedrichstadt-Palast Berlin), Schallplattenarrangements für namhafte Interpreten, Musik für Kinder und Druckbearbeitungen für Musikverleger.

## Lehrtätigkeiten
Westphal hielt Fortbildungsseminare für Musiklehrer an der Hochschule der Künste Berlin sowie Kompositionsseminare für Schüler und Vorträge an verschiedenen Hochschulen. Seit 1982 wurde er von der GEMA zum Sachverständigen für Schiedsgerichtsverfahren bestellt und ist seit 1985 als musikwissenschaftlicher Gutachter und vom Gericht bestellter Sachverständiger tätig.

## Ehrenamtliche Tätigkeiten
- 1987/1988 Juror Berliner Wettbewerb „Schüler komponieren“, Forum junger deutscher Komponisten
- ab 1989 Kurator, ab 1990 geschäftsführender Kurator der GEMA-Sozialkasse, Abtlg. Komponisten
- ab 1987 Kurator, ab 1992 geschäftsführender Kurator der Versorgungsstiftung der Deutschen Komponisten
- Seit 1991 Mitglied des Beirats der Künstlersozialkasse (KSK)
- von 2012 bis 2018 Mitglied des Aufsichtsrats der Gema[2]

## Auszeichnungen
- 1997: Ehrenurkunde der Internationalen Robert Stolz Gesellschaft
- 2006: Ernennung zum Ehrenmitglied der GEMA
- 2010: Bundesverdienstkreuz am Bande[3]

## CDs, Aufführungen, Sendungen und Konzerte (Auswahl)
- 1971: UA Le Carnaval Russe, Flöte und Orchester nach Césare Ciardi, RSO Berlin
- 1976: UA Heterophonien, N-Set Konzerte: RIAS-Studio 10; Folkwang Hochschule Essen: Neue Nationalgalerie Berlin, London-Lewisham u. BBC -London für Produktion der Sendung Music Today
- 1978–1980: Kompositionen und Bearbeitungen mit Christoph Busse für die Sesamstraße, ARD. (5 MCs/CDs Lustige Lieder aus der Sesamstraße)
- 1980: UA Transphonie für 8 Flöten, Künstlerhaus Bethanien Berlin & Kulturhuset Stockholm
- 1981: Mojave Plan von Tangerine Dream, Bearbeitung für Rockband & Orchester. 2. Rock- und Klassiknacht, Zirkus Krone, München – Eurovision Live Fernsehübertragung
- ab 1985: zahlreiche Film- und Fernsehmusikbearbeitungen für Birger Heymann
- 1988: Orchesterbearbeitungen von Erik Satie Klavierstücken, Thomas Wilbrandt CD Alone, For a second Aufnahmen in den Abbey Road Studios, London
- 1989: 1-2-3, Bearbeitung des Musicals von Birger Heymann, Theater des Westens, Berlin
- 1991: Bravourvariationen nach Adolphe Adam für Koloratursopran, Flöte solo und Orchester, zahlreiche Aufführungen, z.B: Nobel Peace Prize Concert 2000
- 1996: Roncalli, Fernsehserie, Zirkusmusiken mit der NDR Bigband
- 2002: Orchesterbearbeitung für die Jose Carreras Gala (ARD)